# لیزل دوروتی تش
لیزل دوروتی تش (انگلیسی: Liesl Tesch؛ زادهٔ ۱۷ مهٔ ۱۹۶۹) ورزشکار بازی‌های پارالمپیک اهل استرالیا است. وی از برندگان مدال طلا پارالمپیک است که در بازی‌های پارالمپیک تابستانی ۲۰۰۰ تا ۲۰۱۶ حضور داشته است.